# Lycosa connexa
Lycosa connexa är en spindelart som beskrevs av Roewer 1960. Lycosa connexa ingår i släktet Lycosa och familjen vargspindlar. Inga underarter finns listade i Catalogue of Life.